# Schlachtfeld im Tollensetal
Als Schlachtfeld im Tollensetal wird ein archäologischer Fundplatz aus der Bronzezeit in Mecklenburg-Vorpommern bezeichnet. Der Fundplatz erstreckt sich in der Talniederung der Tollense entlang des Flusses und liegt östlich von Weltzin, auf dem Gebiet der Gemeinden Burow und Werder im Landkreis Mecklenburgische Seenplatte.
Anhand der Befunde kann hier erstmals ein größerer bewaffneter Konflikt in der nordeuropäischen Bronzezeit nachvollzogen werden. Datiert wurde die Tollenseschlacht mittels 14C-Analysen auf die Zeit um 1250 v. Chr.

## Historische Einordnung
Es handelt sich um den Zeitraum zwischen der Mittleren und Späten Bronzezeit. Die Späte Bronzezeit setzte definitiv ab 1300 v. Chr. mit der Lausitzer Kultur bzw. deren westlichem Gegenstück, der Urnenfelderkultur, ein. Im östlichen Mittelmeerraum fand in dieser Zeit die Schlacht bei Kadesch statt (1274 v. Chr.).
Am Ort der Funde befand sich ein Verkehrsknotenpunkt. Der Fluss Tollense mündet bei Demmin in die Peene, und diese führt über den Peenestrom zur Ostsee. Der Wasserweg der Tollense reichte im Süden bis zur Havel. Am Fundort kreuzte er sich mit einem Handelsweg, der von Osten zum angrenzenden heutigen Niedersachsen und zur Halbinsel Jütland verlief. Verschiedene Kulturen und Gruppierungen trafen hier aufeinander: Menschen der Nordischen Bronzezeit, im Westen die Lüneburger Gruppe sowie im Osten Ausläufer der Lausitzer Kultur. Thomas Terberger und seine Arbeitsgruppe fanden Anhaltspunkte dafür, dass einige Krieger aus dem südlichen Mitteleuropa stammten.
Die Schlacht fand in der krisenhaften Phase statt, in der das Metall im Norden knapp wurde, weil der Fernhandel anscheinend zusammenbrach, was zu verstärkten Auseinandersetzungen um Ressourcen führte.

## Gelände

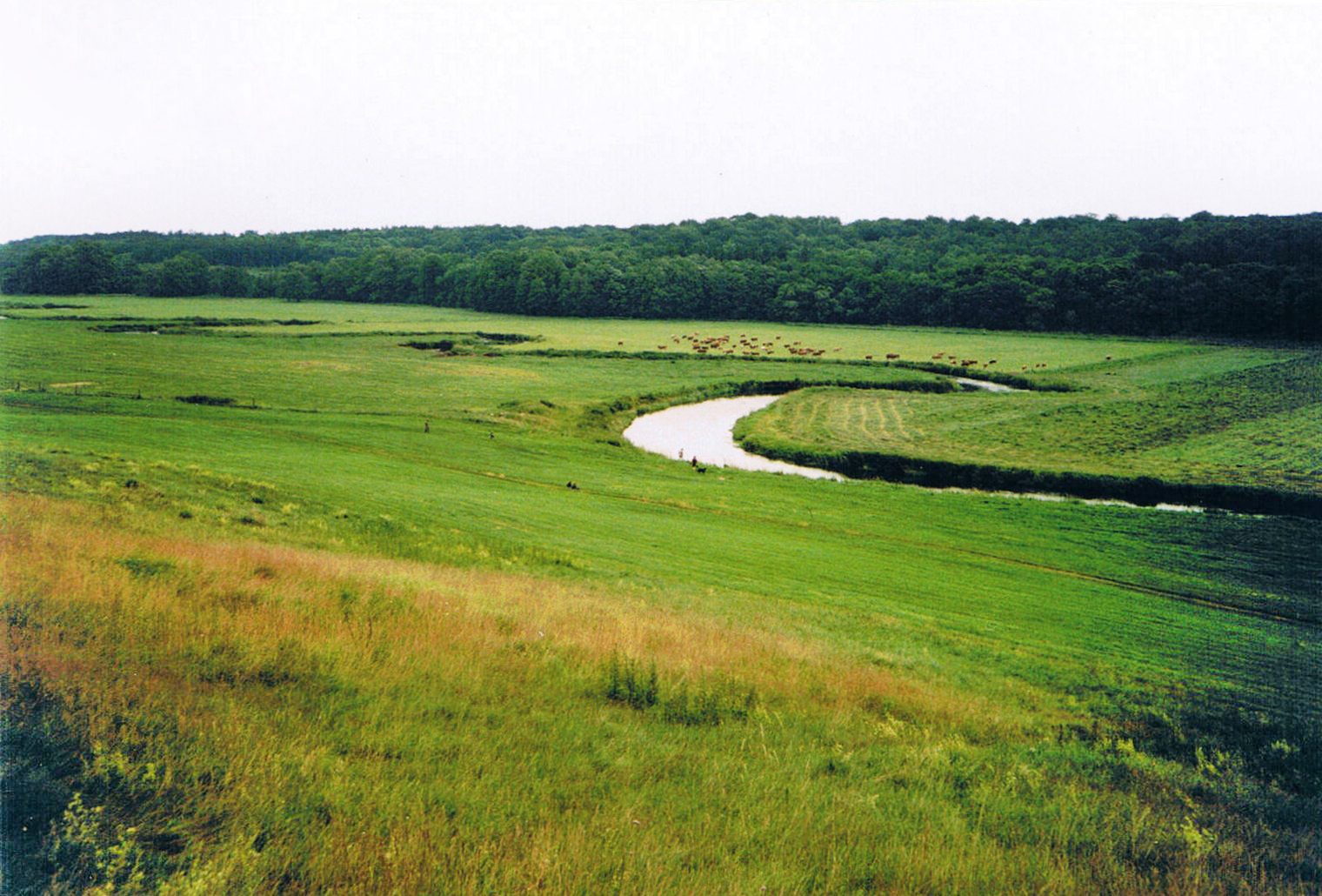
Die Tollense nahe Burow (1996)

Der Fundplatz erstreckt sich über mehrere hundert Meter beiderseits den Fluss entlang. Die Tollense mäandriert hier in einem im Vergleich zum gesamten Lauf schmalen Tal zwischen feuchten Wiesen. In den letzten Jahrtausenden veränderte sich der Flusslauf nur kleinräumig. Während der Bronzezeit war die Flusslandschaft relativ offen. Der menschliche Einfluss war gering.

## Forschungsgeschichte
Ein ehrenamtlicher Bodendenkmalpfleger meldete 1996 den Fund eines menschlichen Oberarmknochens mit eingeschossener Pfeilspitze aus Feuerstein, den er von einem Schlauchboot aus bei Niedrigwasser im Uferbereich der Tollense entdeckt hatte. Noch im selben Jahr erfolgten erste archäologische Untersuchungen in der Umgebung der Fundstelle, bei denen Knochen von Tieren und Menschen gefunden wurden. In den folgenden Jahren wurden eine Keule aus Eschenholz, eine hammerartige Schlagwaffe aus Schlehenholz und weitere Skelettreste entdeckt.
Unter der Leitung des Landesamtes für Kultur und Denkmalpflege, des Niedersächsischen Landesamtes für Denkmalpflege und der Universität Greifswald wird das Gebiet seit 2007 systematisch untersucht. Durch Taucher des Landesverbandes für Unterwasserarchäologie wurden Grund und Uferbereich der Tollense systematisch abgesucht, wobei weitere Skelettreste gefunden wurden. Die Erforschung des Fundgebietes und der Funde wurde 2009 durch das Kultusministerium von Mecklenburg-Vorpommern und wird seit 2010 durch die Deutsche Forschungsgemeinschaft gefördert. Im Vordergrund der Untersuchungen vor Ort stehen die Erforschung der Ausdehnung des Fundplatzes und die Freilegung der unter einer ungefähr einen Meter starken Torfschicht liegenden Hauptfundstelle. Dazu wurden archäologische Grabungen in den Wiesen der Tollenseniederung durchgeführt. Eine Fläche von mehr als 400 m² wurde allein am Hauptfundplatz aufgedeckt. Ehrenamtliche Bodendenkmalpfleger unternahmen mehrere Geländebegehungen mit Metalldetektoren. Dabei wurde vorwiegend Aushub untersucht, der bei Ausbaggerungen der Tollense auf dem Ufer abgelagert worden war.
Durch das Geographische Institut der Universität Greifswald werden dazu Untersuchungen zur Entwicklungsgeschichte des Tollensetals und zur Ermittlung des ehemaligen Verlaufs des Flusses durchgeführt. Die Oberfläche des Geländes wurde mittels Laserscanning erfasst. An der Universität Rostock wurden die Skelettreste untersucht.
Im Dezember 2023 legte die Landesregierung von Mecklenburg-Vorpommern ein 62-seitiges Konzept für die weitere wissenschaftliche Erschließung der bedeutsamen Stätte und die nachhaltige Nutzung im Zusammenhang mit einem „sanften Tourismus“ vor.

## Funde

### Knochen und Waffen

Muster und Lokalisation der Verletzungen an den im Tollensetal gefundenen Knochen

Bei der Untersuchung der Skelettreste wurde anhand der Oberschenkelknochen eine Mindestindividuenzahl (MIZ) von 125 festgestellt. Bis 2024 wurden etwa 12.500 Knochen von mindestens 150 Menschen gefunden. Sie stammen fast ausschließlich von Männern im Alter zwischen 18 und 40 Jahren. Durch Radiokohlenstoffdatierung wurde bestätigt, dass die Gebeine in die Zeit um 1300 bis 1250 v. Chr. einzuordnen sind.
Bis 2011 wurden bereits mehr als 40 menschliche Schädel gefunden, von denen einige Spuren von Kampfverletzungen tragen. In einem Schädel, den Unterwasserarchäologen im Jahr 2013 aus dem Fluss bargen, steckt hinten eine bronzene Pfeilspitze. Mehrere derartige Pfeilspitzen, denen Funde von solchen aus Feuerstein und Holzkeulen gegenüberstehen, lassen vermuten, dass hier zwei unterschiedlich ausgerüstete Gruppen in Konflikt gerieten. Schwerter wurden bisher am Kampfplatz nicht gefunden, jedoch in der Nähe der Tollense bei Golchen und Wodarg bei Werder (bei Altentreptow). Bei der Untersuchung der menschlichen Knochen wurden jedoch vielfach Schnitt- und Hiebspuren gefunden, die offenbar durch Schwerter beigebracht worden waren.
Wenigstens ein Teil der Kombattanten war beritten, wie die Knochenfunde von mindestens vier Pferden zeigen. Auch die Position der Pfeilspitze im zuerst gefundenen Oberarmknochen deutet darauf hin, dass hier ein zu Fuß kämpfender Bogenschütze einen Reiter verwundete.
Da in der Fundschicht zwischen den Knochen außer einzelnen Pfeilspitzen fast kein weiteres Fundmaterial entdeckt wurde, kann eine gründliche Plünderung der Toten nach dem Kampf vermutet werden. Die Gefallenen wurden wahrscheinlich von den Siegern in den Fluss geworfen. Da die Überreste nicht mehr im anatomischen Verband vorliegen, wurden sie wahrscheinlich durch den Fluss verlagert, bis sie in der strömungsarmen Randzone von einer Torfschicht bedeckt, einsedimentiert und ihre Reste damit teilweise konserviert wurden.

### Metallfunde
Nachdem 2010 am Tollenseufer ein goldener Spiralring gefunden worden war, folgte im Juni 2011 ein ähnlicher Ring von 2,9 cm Länge und einer Masse von knapp zehn Gramm. Im August desselben Jahres wurden neben vier Bronzespiralröllchen, einer typischen Schmuckform der Bronzezeit, zwei weitere spiralig gewundene Ringe aus vier Millimeter starkem Draht gefunden. Das Material wurde mittels XRD-Analyse als Zinn identifiziert. Wegen ihrer Bedeutung als Rohmaterial bei der Bronzeherstellung und angesichts der Seltenheit derartiger Funde kommt den beiden Ringen aus Zinn eine besondere Bedeutung zu. Es handelt sich um die bisher ältesten Zinnfunde in Deutschland. Rund 600 Jahre jünger ist der zeitlich nächstgelegene Fund aus Hallstatt in Österreich.
Bisher wurden fast 50 bronzene Tüllenpfeilspitzen gefunden. Erhaltene Reste der hölzernen Pfeilschäfte ermöglichten eine Datierung von bisher mehr als einem Drittel der Pfeilspitzen in denselben Zeitraum wie die Knochenfunde.
Im Sommer 2020 wurde eine 14,7 cm große und 155 Gramm schwere Bronzefigur gefunden. Die Figur „zeigt u. a. einen eiförmigen Kopf mit prominent geformter Nase, geschwungene Arme, einen Halsring, zwei Knubben für die Brüste, einen Gürtel, eine Markierung des weiblichen Geschlechts und zwei leicht unterschiedlich geformte Beine“. Ähnliche Figuren, die auf Seeland und in Schonen gefunden wurden und in die späte Bronzezeit (Periode V–VI) datiert werden, sind als Gewichte oder Götterstatuen gedeutet worden. Möglicherweise handelte es sich hier um eine Erinnerungsgabe.

### Gegenstände aus dem Besitz eines Kriegers
Bei Untersuchungen im Jahr 2016 bargen Taucher aus der Tollense einen Fundkomplex mit 31 Objekten, die dem persönlichen Besitz eines Kriegers zugerechnet werden. Dazu zählten eine verzierte Gürteldose, drei Gewandnadeln und Pfeilspitzen. Nach Einschätzung des Prähistorikers Thomas Terberger ist dies „die erste Entdeckung persönlicher Gegenstände im Bereich des Schlachtfelds, die […] Einblicke in die Ausstattung eines Kriegers geben“. Aufgrund der Gegenstände könnte der Krieger aus Süddeutschland stammen; somit kamen möglicherweise auch einige weitere Krieger aus Süddeutschland.

## Deutungen der Ereignisse im Tollensetal
Die Fundkonstellation bzw. der Fundkomplex aus dem Nachweis zahlreicher Verletzungen an den Skelettresten, den Waffenfunden (Holzschlagwaffen, Pfeilspitzen aus Feuerstein, aber auch Bronze) sowie einem nachgewiesenen Vorherrschen in der Anzahl junger Männer unter den analysierten Individuen lassen vermuten, dass es sich um die Überreste eines gewaltsamen, bronzezeitlichen Gruppenkonfliktes handelt. Die Hintergründe und die Motivation zu diesem Handeln bleiben aber noch hypothetisch.

### Zahl der Kämpfer und Zahl der Getöteten
Die Zahl derer, die bei der Schlacht starben, ist wesentlich höher als die nachweisbare Mindestindividuenzahl; sie kann nur grob geschätzt werden. Eine Schätzung, wie viele Kämpfer an der Schlacht teilnahmen, ist mit noch größerer Unsicherheit behaftet. Unstrittig ist, dass es mindestens viele hundert waren. Der Landesarchäologe Detlef Jantzen und Grabungsleiter Thomas Terberger schätzten die Zahl der Todesopfer im Jahr 2014 auf 750; ausgehend von dieser Zahl und der Annahme, dass in damaligen Schlachten etwa ein Fünftel der Kämpfer starben, sei mit rund 4000 Männern zu rechnen, die an der Schlacht im Tollensetal teilnahmen. Als die Zahl der Knochenfunde weiter stieg, ging man von 5000 Kämpfern aus. Im Jahr 2024 distanzierte sich Jantzen von dieser Hochrechnung mit den Worten: „Die Zahl wiederhole ich nicht.“ Laut einem journalistischen Bericht aus dem Jahr 2024 kämpften „womöglich“ mehr als 2000 Menschen, von denen etwa 1000 starben.

### Herkunft der Kämpfer
Aufgrund von an der Universität Aarhus durchgeführten Untersuchungen der Skelettreste wird angenommen, dass es sich um Angehörige von zwei verschiedenen Menschengruppen handelte. Mit paläogenetischen Untersuchungen der Erbsubstanz und Strontiumisotopenanalysen der Zähne wollte man zudem die Herkunft der Individuen genauer bestimmen.
Zunächst nahmen die Untersucher an, dass es sich bei den Angreifern um nicht-lokoregionäre Gruppen handelte, etwa Ethnien, die aus dem Süden kommend einen Angriff auf Siedler an der Tollense unternahmen. Anlass hierzu bot sich in den Isotopenanalysen der Zähne der gefundenen Toten. Sie zeigten, dass sich einige der Kämpfer über lange Jahre von Hirse ernährt hatten; über die Analyse des Delta-C-13-Isotopenverhältnis im Knochen der Verstorbenen. Zunächst gingen die Archäologen davon aus, dass diese Getreideform in der mittleren Bronzezeit im ostseenahen Raum nicht bekannt gewesen sei. Diese Einschätzung wurde durch neue Funde widerlegt.
Eine genetische Untersuchung von Christian Sell an der aDNA ergab im Jahre 2017, dass sich die Opfer der Niederlage genetisch nicht sehr stark voneinander unterschieden. Obzwar auch einige genetische Abweichungen (Ausreißer) identifiziert werden konnten, wichen die Befunde im Wesentlichen nicht von dem genetischen Bild des bronzezeitlichen Mitteleuropas ab.
Untersuchungen der Universität Göttingen kamen laut einer 2024 veröffentlichten Studie zu dem Ergebnis, dass einige der gefundenen Pfeilspitzen aus einem Gebiet zwischen dem heutigen Bayern und Mähren stammen. Dass diese Pfeilspitzentypen nicht in den Gräbern der Region um das Tollensetal vorkommen, deutet darauf hin, dass sie nicht nur importiert und von einheimischen Kämpfern verwendet wurden. Dies stützt die frühere Annahme, dass hier Kämpfer aus dem Süden auf einheimische Kräfte trafen. Damit handelt es sich bei der Schlacht im Tollensetal um das früheste bekannte Beispiel für einen überregionalen Krieg in Mitteleuropa.

### Hypothese des Kampfes um Handelswege
Eine ausgegrabene Holzkonstruktion in der Tollense, die als Brücke gedeutet wurde, ließ das Szenario eines bronzezeitlichen Handelskrieges entstehen. Vermutet wird eine Kreuzungsstelle zweier Handelswege, ein Knotenpunkt einer Ost-West-Route über Land und einer Nord-Süd-Route über die Tollense, welcher der Region eine besondere Bedeutung zubilligte und an dem sich schließlich eine Kampfsituation entwickelte. Auf den Handelswegen könnte Zinn gehandelt worden sein.
So wurde im Bereich des Fundplatzes Kessin 12 in der östlichen Talaue mittels geomagnetischer Untersuchungen eine lineare, über 100 m lange Struktur entdeckt, der Befund wurde als eine Trasse gedeutet, die zum anderen auch mit dem Schlachtfeldhorizont in Verbindung gebracht werden könnte. Nach der aktuellen Hypothese dürften die Kampfhandlungen an der Querung begonnen und sich dann nach Norden verlagert haben. Die entdeckte Wegtrasse im Tollensetal ermöglicht einen ersten Einblick in das frühbronzezeitliche Netzwerk von Landrouten im südlichen Ostseeraum.

## Dokumentarfilm
- David Starkey: World’s first Battlefield, Irland, 2024, 90 Min., deutsche Fassung: Das älteste Schlachtfeld Europas, Erstausstrahlung am 7. September 2024 auf Arte.[36]